# Ctenichneumon circulator
Ctenichneumon circulator là một loài tò vò trong họ Ichneumonidae.